# Бор (Тахов)
Бор (чеш. Bor) град је у Чешкој Републици. Град се налази у управној јединици Плзењски крај, у оквиру којег припада округу Тахов.

## Становништво
Према подацима о броју становника из 2014. године град је имао 4.153 становника.